# Hoplias australis
Hoplias australis es una especie de pez de agua dulce de la familia Erythrinidae, en el género Hoplias; las especies de este género son conocidas vulgarmente con el nombre de tarariras. Habitan en arroyos, y ríos subtropicales en el centro-este de América del Sur. 

## Distribución
Esta especie es característica de las ecorregiones de agua dulce Uruguay inferior y Uruguay superior. Se distribuye en la cuenca del río Uruguay, en el noreste de la Argentina, el sur del Brasil, y el centro y oeste del Uruguay, incluyendo la cuenca del río Negro.

## Taxonomía
Hoplias australis fue descrita originalmente en el año 2009 por los ictiólogos Osvaldo Takeshi Oyakawa y George Mendes Taliaferro Mattox.
La localidad tipo es: Brasil, Estado de Santa Catarina, cuenca del río Uruguay, río das Antas, afluente del río do Ouro, en la carretera Formosa do Sul-Iratí, Formosa do Sul (26º38'55S 52º48'05W); El holotipo es: MCP 40175 (220.0 mm SL).
Etimología
La etimología de su denominación científica Hoplias deriva del idioma griego donde hoplon es 'arma', en relación con sus poderosa dentición. Su apelativo específico australis procede del latín, y significa 'del sur', en relación con que pertenece a un grupo de especies de este género con distribución austral.

## Características
La aleta dorsal posee un total de 12 a 14 radios blandos; La aleta dorsal posee de 9 a 11 radios blandos. Canal sensorial lateral a lo largo de la superficie ventral del dentario siempre con 5 poros; el perfil anterior de la cabeza en vista lateral es redondeado. El número de escamas de la línea lateral se sitúa entre los 40 y 45. La longitud máxima medida fue de 44,4 cm.